# Pech Redon
Puig Roja – szczyt w Massif de la Clape, jego najwyższe wzniesienie. Położony jest w południowej Francji, w departamencie Aude, na terenie gminy Narbona. Wznosi się na wysokość 214 m n.p.m. Znajduje się na terenie Parku Regionalnego Narbonnaise en Méditerranée.